# Gory Kosmonavtov
Die Gory Kosmonavtov (englische Transkription von russisch Горы Космонавтов Gory Kosmonawtow, deutsch ‚Kosmonautenberge‘) sind eine Gruppe niedriger Berge im ostantarktischen Mac-Robertson-Land. In der Aramis Range der Prince Charles Mountains ragen sie rund 11 km ostsüdöstlich des Mount Hollingshead auf. Neben Mount Bunt am südwestlichen Ende der Gruppe gehören Gora Gagarina, Gora Komarova, Gora Bastion, Gora Bogatyr’ und Mount Trott zu ihr.
Russische Wissenschaftler benannten sie.